# Зоран Ђуровић (сликар)
Зоран Ђуровић (Бар, 12. новембар 1968) српски уметник, теолог и свештеник.

## Биографија
Живео у Сутомору где је завршио основну школу и општи смер у Барској гимназији. У Подгорици, гимназија „Слободан Шкеровић“, студира дизајн код Драгољуба Бата Брајовића, ученика Мила Милуновића. Посвећује се више стрипу и илустрацији; узори: Џон Басема, Барн Хогарт, Виљам Ванс, Френк Фразета. Бавио се са више спортова, у каратеу освајао медаље.
Дипломирао на Богословском факултету СПЦ у Београду 1995. године. Посебан утицај на његово теолошко обликовање у овом периоду имао је Добривоје Мидић (потоњи епископ Пожаревачко-Браничевски, Игнатије), следбеник Јована Зизјуласа и „револуционарних“ грчких теолога. Интензивно се дружи са Петром Јевремовићем, Гаврилом Марковићем, Ненадом Илићем, Владимиром Вукашиновићем и другим виђенијим личностима из београдског интелектуалног и уметничког круга. Служио као ђакон од 1992. године у манастиру Ваведење у Београду као и у цркви св. Јована Крститеља у Браће Јерковић. Залагао се на богословском факултету и парохијама за често причешћивање и „повратак Оцима“. Предавао је византијско сликарство од 1994. године на Универзитету за Треће доба у Београду.
Уписује постдипломске студије из Историје филозофије (ментор Слободан Жуњић) при Филозофском факултету Београдског Универзитета, без финализације доктората због парохијских обавеза. Наиме, од 1996. године преузео је парохију у Смедереву, где је био протагониста духовних промена, које нису увек наилазиле на одобравање. Реализовао је различите индивидуалне и колективне изложбе (фреске, иконе и слике) у Србији и Црној Гори. Публиковао стрипове и илустрације у новинама, ревијама и књигама. Током 2001. године реализовао четири телевизијске емисије религијског садржаја у својству идеатора, режисера и уметничког директора за ТВ смедерево. Серијал је потом забрањен јер је по садржају и методи био превише провокативан. Био је један од вођа протеста у Смедереву који су резултовали падом Слободана Милошевића.
Не желећи да се политички ангажује, одлази 2002 у Рим где уписује постдипломске студије из патрологије на Pontificio Istituto Patristico Agostiniano, Pontificia Università Lateranense. Магистрира у теологији и патристичким наукама у јануару 2007. са тезом: .
Докторира у јуну 2010: La protologia e l'escatologia nel De Genesi ad litteram di sant’Agostino. Analisi esegetico-teologica, при истом институту (IPA) под руководством следећих професора: Vittorino Grossi, OSA (први ментор), Robert Dodaro, OSA (други ментор) и Nello Cipriani, OSA (advocatus diaboli). Теза публикована исте године. Председник института, Додаро, изјавио да ће настојати да се иновативан истраживачки метод примењен у овој тези користи у наредним докторским истраживањима.
Познаје више старих језика (грчки, јеврејски, сиријски, латински, старословенски) као и модерних (словенски језици, италијански, енглески, шпански, француски). Бави се превођењем, писањем научних студија и сликарством.

## Сликарство
Рани период карактерише истраживање више сликарских и графичких техника. Распон је огроман, тако да се могу видети хиперреалистичке јајчане темпере као и у изразу рудиментиране фреске и уљане слике. Настоји на технологији материјала, композицији, експресивности и психологији лика и фигуре. Већи део ових радова до 2002. године је карактерисан готово бруталном изведбом.
Тај израз ће се одржати и у Римском периоду у одређеним сликама, нарочито у уљима: пејзажи, хтоничке животиње (мачке, бикови, јелени) један део портрета. Третман у иконографији, напротив, постаће префињенији и у зависности од коминтената ићи ће више у византијском или ренесансном смеру, али увек сублимисаном до таквог нивоа да се уметник може увек препознати по својственом рукопису. Ако је ранији период био карактерисан у доброј мери слеђењем предложака, римски период показује оригиналност у композицијским решењима као и у појединачним иконама. Иновативност је условљена промишљањем теолошких тема.
Ђуровићева дела украшавају простор Папе Јована Павла II, кардинала: Фјоренца Анђелинија, Тарћизија Бертонеа, Ђанфранка Равазија, Томаша Шпидлика, бискупа (највише радова за београдског надбискупа Станислава Хочевара), свештеника-уметника (Марко Рупник, Ђампјеро Марија Арабија) и личности из културе (нпр. Ери де Лука). Сликао је иконе и фреске претежно у црквама у Лацију: . За Istituto Patristico Agostiniano у Риму насликао је различите иконе великих димензија (председникова канцеларија, секретаријат и библиотека). Са супругом Сузаном, која му је главни помоћник у изради икона и фресака, имао је изложбу у Нетуну (02-07. јун 2009, Forte Sangallo) и самостално је у току 2011. године излагао у Лавињу (поменути Екуменски центар) и Нетуну (Teatro a Nettuno). Тренутно осликава цркве у Лацију и предаје на Академији Српске православне цркве за уметност и конзервацију (Београд).

## Научни рад

### Књиге
- Црквени канони. Синопсис, Београд 1997.
- Свети Августин, О блаженом животу (De beata vita), латински текст напоредо. Општи и посебан увод у предкрштењске Дијалоге св. Августина Нело Ћипријани. Кура, превод (увод са ит., De beata vita са лат.), ноте и индекси З. Ђуровић. Издавач, Хинаки. Едиција, Извори бр. 1. Београд 2008.
- 2010.
- У припреми (ед. Извори): Св. Григорије Чудотворац, Сабрана дела; Св. Григорије Ниски, Житије Св. Григорија Чудотворца.
- У припреми: Јеванђеље по Марку. Превод. Отачки коментари. Модерни коментар. (Из ове књиге објављен први чланак: Мк. 1, 1, у Теолошки погледи 1-3 (2010) 49-56).
- У припреми: Света слика на хришћанском Западу до 843., извори, документи. Књига ће садржати студије везане за сведочанства и документа у вези сакралне уметности на Западу.

### Чланци
- Лик и Прволик, Беседа 1-4 (1993) 227-231.
- Ранохришћанска Paideia, Теолошки погледи 1-4 (1995) 121-182.
- Теофан Грк, у Danube - the river of collaboration, интернационални конгрес научника подунавских земаља, Београд (2001), прешт. у Саборност 1-2 (1998).
- Православље за почетнике Смедеревска Седмица (2000—2001).
- Србијани (стрип у наставцима), Смедеревска Седмица (2000—2001).
- St. Augustine's Filioque in the Treatise 99 оn the Gospel of John, Philotheos 7 (2007) 218-231.
- Sant’Agostino: Non posse peccare, Philotheos 9 (2009) 99-127.
- Le acrides di Mt. 3, 4: 'locuste' o 'vegetali'? Саборност (Теолошки годишњак) 2 (2008) 43-59.
- Теорија иконе св. Григорија II, Папе римског, Живопис 2, Београд 2008, 29-46.
- Схватање иконе код Светог Григорија Великог, папе римског, Живопис 3 (2009) 153-187. Приложена су и 2 папина писма (13 и 209) у латинском оригиналу и српском преводу.
- Проблем ауторства Символа вере Григорија Чудотворца, Српска теологија данас 2009, ур. Богољуб Шијаковић, Београд (2010) 167-183.
- Исус Назарећанин: иконоборачки аргумент против представе Исуса са дугом косом, Иконографске студије 3 (2010) 23-49.
- Карпократијани, две јереси?, Отачник III/2 (2009) 173-179. Приложени оригинални текстови из Климента Александријског и Иринеја Лионског, преводи и коментари (54-67).
- Минуције Феликс: хришћанство без храма и светих слика, Иконографске студије 4 (2011) 123-135.
- Ђаконисе у канону XV халкидонског сабора, Српска теологија данас (2011), ed. Б. Шијаковић, Београд (2011) 100-111.
- Канон  Трулског сабора, Живопис 6 (2012) 17-45. Студија је преведена на руски: Иерей Зоран Джурович, PhD, LXXXII канон Трулльского собора, Искусство христианского мира (2013) 394-411. Декан и протојереј са Московског Универзитета (Православный Свято-Тихоновский гуманитарный университет), Александр Александрович Салтыков, написао је у истом зборнику чланак о наведеном тексту: К вопросу о значении канона 82 Трулльского собора (в связи со статьей о. Зорана Джуровича), 412-427.
- Мозаичка уметност Марка Рупника између Истока и Запада, Иконографске студије 5 (2012) 281-293.
- Повратак Оцима после Повратка Оцима, Криза савремених језика теологије, (ed. В. Вукашиновић), акта са научног скупа: Криза савремених језика теологије: Криза у комуникацији сакралних садржаја Цркава и верских заједница пред изазовима савременог друштва, Београд, 25. април 2013, Београд 2013, 75-89.
- Giovanni Crisostomo tra Agostino e Giuliano di Eclano, Богословље (2013).
- Константин Велики у списима светог Августина, Иконографске студије 6 (2013) 149-164.
- Мито светог Кирила Александријског, Теолошки погледи, XLVI (2/2013) 395-406.
- Припремљено за штампу: L’ortodossia di Paolo nella Chiesa orientale: излагање са симпосиона: Il testimone assente. Paolo di Tarso, nella storia e nella cultura fra oriente e occidente, Cosenza 8-10 marzo 2010 (Università della Calabria, Centro Interdipartimentale di Scienze Religiose, direttore Benedetto Clausi).

### Преводи са грчког
- Св. Герман Константинопољски, Излагање о цркви и мистичко сагледање, у Саборност 3-4 (2000), 67-138 [Paul Meyendorff, St. Germanus of Constantinople, On the Divine Liturgy].
- Св. Теодор Студит, Треће побијање иконобораца, у Саборност 1-2 (1998), 39-70 [Catherine P. Roth, St. Theodore the Studite, On the Holy Icons (прев. само Third Refusal of Iconoclasts)].

### Преводи са других језика
- Е. М. Кариера, Антропички принцип, Теолошки погледи, XLVI (1/2013) 215-228 [Emmanuel M. Carriera S. I., Il principio antropico, La Civilità Cattolica I (2002) 435-446].
- У штампи: Yves Congar, L'Église et les églises, 1054-1954: Neuf cents ans après, ed. de l'Abbaye, Chevetogne 1954, прев. и увод са Сузана Ђуровић.
- У штампи: Walter Kasper (ed.), Il ministero petrino, cattolici e ortodossi in dialogo, (Pontificium Consilium ad Unitatem Christianorum Fovendam), Roma: Città Nuova, 2004.
- У припреми: Origene. Dizionario: la cultura, il pensiero, le opere, a cura di Adele Monaci-Castagno, Roma, Editrice Città Nuova 2000.
- У припреми: Luca Bianchi (ed.), Sant’Agostino nella tradizione cristiana occidentale e orientale, Padova 2011.

### Прикази
- XII међународни конгрес у организацији Међународног института за истраживање Исусовог лика: Исусов лик у лицима људи, Рим 11-12 октобар 2008, Понтификални Универзитет Урбанијана, Живопис 3 (2009) 363-369.
- Св. Авустин, О блаженом животу, Отачник 1 (2009) 294-297.
- У припреми: XI међухришћански симпозијум: Sant'Agostino nella tradizione occidentale e orientale, Рим 3-5. септембар 2009.